# Замзор
Замзор — посёлок в Нижнеудинском районе Иркутской области. Административный центр Замзорского муниципального образования.

## География
Посёлок находится около одноименной станции Транссибирской железнодорожной магистрали, на расстоянии 55 км северо-западу от города Нижнеудинск, административного центра района.

## Население
| 2002 | 2010  | 2011  | 2012  |
| ---- | ----- | ----- | ----- |
| 1241 | ↘1118 | ↘1115 | ↘1089 |

## Улицы
| - ул. Алтайская, - ул. Береговая, - ул. Вокзальная, - ул. Гавриловка, - ул. Лесная, - ул. Молодёжная, - ул. Набережная, | - ул. Нагорная, - ул. Нефтяников, - ул. Новая, - ул. Рабочая, - ул. Садовая, - ул. Советская, - ул. Солнечная, | - ул. Сосновая, - ул. Топорочная, - ул. Трактовая, - ул. Центральная, - ул. Школьная, - пер. Школьный, - ул. Шоферская. |